# Stanisław Kubeł
Stanisław Kubeł (ur. 29 stycznia 1963 w Kadzidle) – polski samorządowiec, wicewojewoda ostrołęcki, starosta ostrołęcki sześciu kadencji.

## Życiorys
Absolwent Uniwersytetu Warszawskiego. W 1998 na Akademii Rolniczo-Technicznej w Olsztynie uzyskał stopień doktora nauk rolniczych w zakresie agronomii (na podstawie rozprawy zatytułowanej Wpływ przedplonu i nawożenia azotem na plon i jakość ziarna pszenżyta jarego uprawianego na glebie lekkiej). Został wykładowcą Akademii Humanistycznej im. Aleksandra Gieysztora w Pułtusku.
W latach 1990–1991 był wójtem gminy Kadzidło. Następnie sprawował urząd wicewojewody ostrołęckiego. Po utworzeniu powiatów i wyborach samorządowych w 1998 został powołany na urząd starosty ostrołęckiego. Reelekcję na to stanowisko uzyskiwał także po kolejnych wyborach w 2002, 2006, 2010, 2014 i 2018. Wybierany także do rady powiatu ostrołęckiego z ramienia lokalnego komitetu wyborczego Bezpartyjny Powiat.
W 2024 również uzyskał mandat radnego, nie został jednak ponownie wybrany na starostę. W tym samym roku bez powodzenia startował w wyborach do Parlamentu Europejskiego z listy Trzeciej Drogi w okręgu nr 5 (otrzymał 8790 głosów). W czerwcu 2024 objął stanowisko zastępcy prezydenta Ostrołęki.

## Odznaczenia i wyróżnienia
W 2012, za wybitne zasługi w działalności na rzecz społeczności lokalnej, za osiągnięcia w pracy samorządowej, został przez Bronisława Komorowskiego odznaczony Krzyżem Oficerskim Orderu Odrodzenia Polski. W 2000 otrzymał Krzyż Kawalerski tego orderu.
W 2008 wyróżniony medalem „Pro Masovia”, a w 2015 odznaczony Odznaką Honorową za Zasługi dla Samorządu Terytorialnego. W 2019 otrzymał odznaczenie Bene Meritus Powiatom nadane przez Związek Powiatów Polskich.